# Mareugheol
 Mareugheol  es una población y comuna francesa, situada en la región de Auvernia, departamento de Puy-de-Dôme, en el distrito de Issoire y cantón de Saint-Germain-Lembron.
Los habitantes de Mareugheol son llamados "Mareugheolois, Mareugheoloises".

## Demografía
| 195 | 158 | 127 | 138 | 133 | 160 |
| Para los censos de 1962 a 1999 la población legal corresponde a la población sin duplicidades (Fuente: INSEE [Consultar]) |     |     |     |     |     |